# Syngamoptera jirisanensis
Syngamoptera jirisanensis är en tvåvingeart som beskrevs av Fan 1990. Syngamoptera jirisanensis ingår i släktet Syngamoptera och familjen husflugor.
Artens utbredningsområde är Sydkorea. Inga underarter finns listade i Catalogue of Life.